# Мапуту (провінція)
Мапуту (порт. Maputo) - провінція в Мозамбіку. Площа провінції становить 25 756 км². Чисельність населення 1 233 143 чоловік (на 2007). Адміністративний центр провінції Мапуту - місто Матола.

## Географія
Провінція Мапуту знаходиться на крайньому півдні Мозамбіку. На північ від неї розташована провінція Газа, на заході проходить державний кордон Мозамбіку зі Свазілендом і Південною Африкою, на півдні - кордон з Південною Африкою. На сході провінція омивається водами Індійського океану. На території провінції знаходиться столиця країни місто Мапуту.

## Адміністративний поділ

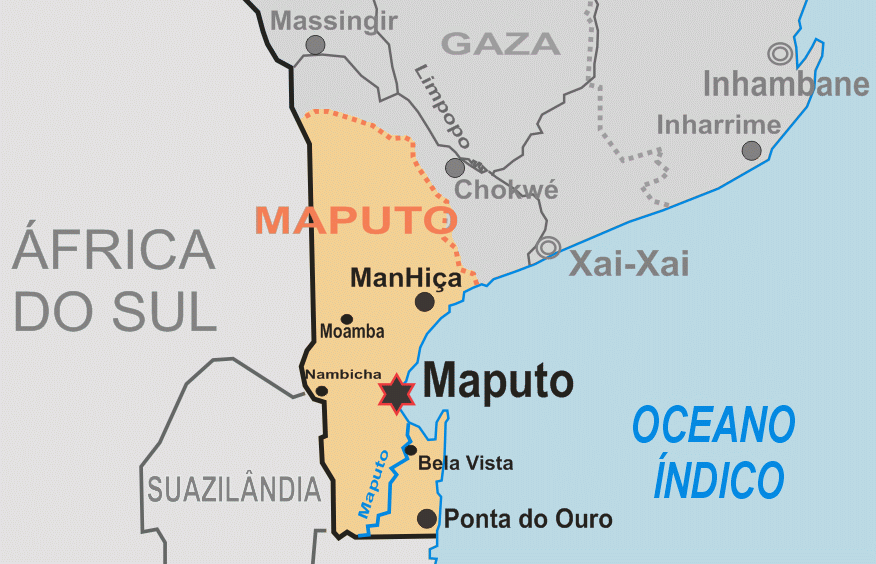
Адміністративна карта провінції Мапуту.

В адміністративному відношенні провінція ділиться на 7 дистриктів і 3 муніципалітети.

### Дистрикт
- Boane
- Magude
- Manhiça
- Marracuene
- Matutuíne
- Moamba
- Namaacha

### Муніципалітети
- Matola (vila)
- Manhiça (vila)
- Namaacha (vila)

| Мозамбік | Це незавершена стаття з географії Мозамбіку. Ви можете допомогти проєкту, виправивши або дописавши її. |